# Liste der Monuments historiques in La Neuveville-sous-Montfort
Die Liste der Monuments historiques in La Neuveville-sous-Montfort führt die Monuments historiques in der französischen Gemeinde La Neuveville-sous-Montfort auf.

## Liste der Objekte
| Bezeichnung                | Beschreibung                           | Standort                              | Kennzeichnung | Schutzstatus | Datum | Bild |
| -------------------------- | -------------------------------------- | ------------------------------------- | ------------- | ------------ | ----- | ---- |
| Skulptur Heiliger Romarich | Alabaster, 16. Jahrhundert             | in der Kirche St-Romaric (Lage)       | PM88000638    | Classé       | 1959  |      |
| Skulptur Ecce Homo         | Stein, farbig gefasst, 16. Jahrhundert | außen an der Kirche St-Romaric (Lage) | PM88000640    | Classé       | 1964  |      |
| Skulptur Madonna mit Kind  | Stein, farbig gefasst, 16. Jahrhundert | außen an der Kirche St-Romaric (Lage) | PM88000639    | Classé       | 1964  |      |